# Anne Sextonová
Anne Sextonová (rozená Anne Grayová Harveyová; 9. listopadu 1928 – 4. října 1974) byla americká básnířka známá pro své velmi osobní a otevřené verše. V roce 1967 získala Pulitzerovu cenu za poezii za svou knihu Live or Die. Její poezie podrobně popisuje její dlouhý boj s bipolární poruchou, sklony k sebevraždě a intimní detaily z jejího soukromého života, včetně vztahů s manželem a dětmi, které fyzicky i sexuálně napadala. Roku 1974 spáchala sebevraždu otravou oxidem uhelnatým. Bylo jí 45 let.

## Raný život a rodina
Anne Sextonová se narodila jako Anne Grayová Harveyová v Newtonu, Massachusetts, rodičům Mary Grayové (Staplesové) Harveyové (1901–1959) a Ralphu Churchillovi Harveymu (1900–1959). Měla dvě starší sestry, Jane Elizabeth, provdanou Jealousovou (1923–1983) a Blanche Dingley, provdanou Taylorovou (1925–2011). Většinu dětství prožila v Bostonu. V roce 1945 se zapsala na internátní školu Rogers Hall v Lowellu, a poté strávila rok na Garland School. Po nějaký čas pracovala jako modelka pro bostonskou agenturu Hart Agency. Dne 16. srpna 1948 se provdala za Alfreda Mullera Sextona II. a zůstali spolu až do roku 1973. Sextonová porodila své první dítě, Lindu Grayovou Sextonovou, v roce 1953. Druhé dítě, Joyce Ladd Sexton, se narodilo o dva roky později.

## Poezie
Sextonová po většinu svého života trpěla těžkou bipolární poruchou, jejíž první projev se u ní objevil v roce 1954. Po druhé manické epizodě v roce 1955 se setkala s Dr. Martinem Ornem, který se stal jejím dlouholetým terapeutem v nemocnici Glenside. Právě Orne ji povzbuzoval k psaní poezie.
První kurz poezie, který přes počáteční nevoli navštěvovala, vedl básník a profesor literatury John Holmes. Její básně byly brzy oceněny a některé byly přijaty do časopisů The New Yorker, Harper's Magazine a Saturday Review. Sextonová později studovala s Robertem Lowellem na Bostonské univerzitě, kde byli jejími spolužáky také Sylvie Plathová a George Starbuck (později vzdala poctu své přítelkyni  básní "Sylvia's Death" z roku 1963). 
Její první sbírka poezie To Bedlam and Part Way Back byla vydána v roce 1960 a obsahovala báseň "Her Kind", která využívá téma pronásledování čarodějnic jako metaforu pro útlak žen v patriarchální společnosti.
Kariéru v poezii jí pomohl rozvíjet její mentor W. D. Snodgrass, kterého potkala na spisovatelské konferenci na Antioch College v Yellow Springs ve státě Ohio v roce 1957. Jeho báseň "Heart's Needle" jí dodala inspiraci, neboť se zabývala tématem odloučení od jeho tříleté dcery, což se Sextonové velmi dotklo, protože její vlastní dcera v té době žila u její tchyně. Napsala báseň "The Double Image", která zkoumá vztah mezi matkou a dcerou. Sextonová začala Snodgrassovi psát dopisy a stali se přáteli.
Při práci s Johnem Holmesem se setkala s Maxine Kuminovou, se kterou navázala blízké přátelství, které přetrvalo až do konce jejího života. Kuminová a Sextonová si vzájemně kritizovaly své práce a společně napsaly čtyři knihy pro děti, mezi nimi například Eggs of Things (1963) a Joey and the Birthday Present (1971). Na konci 60. let začaly její manické záchvaty ovlivňovat její kariéru, přesto však nadále psala a publikovala své práce a přednášela poezii. Spolupracovala s hudebníky a založila jazz-rockovou skupinu s názvem Her Kind, která do její poezie přidávala hudbu. Její divadelní hra Mercy Street, kde hrála Marian Seldesová, měla premiéru v roce 1969 po několika letech revizí. Sextonová také spolupracovala s výtvarnicí Barbarou Swanovou, která ilustrovala několik jejích knih. Sextonová byla také známá recitací poezie, kterou často pojímala jako divadelní představení, čímž přispěla k popularizaci poezie v širší veřejnosti.
Po dvanácti letech od napsání své první básně se zařadila mezi nejuznávanější básníky v USA, když získala Pulitzerovu cenu a stala se členkou Královské literární společnosti a první ženskou členkou harvardské pobočky Fí Beta Kappa. Mezi další úspěchy patří Guggenheimovo stipendium, Shelleyho pamětní ceny v roce 1967, Levinsonovy ceny v roce 1962 a Frostovo stipendium na konferenci spisovatelů Bread Loaf. Působila také jako pedagožka na Bostonské univerzitě a na Colgate University v Hamiltonu ve státě New York.

## Smrt
Dne 4. října 1974 si Sextonová dala oběd s Kuminovou, aby provedly revize korektur k rukopisu její sbírky s názvem The Awful Rowing Toward God, která měla vyjít v březnu 1975. Poté se vrátila domů, udělala si martini, oblékla se do matčina kožichu, sedla si do svého červeného vozu Mercury Cougar a nechala běžet motor v zavřené garáži. Bylo jí 45 let.
V rozhovoru více než rok před svou smrtí uvedla, že první verzi výše zmíněné sbírky napsala za 20 dní se "dvěma dny pauzy kvůli zoufalství a třemi dny v psychiatrické léčebně". Uvedla také, že nedovolí, aby byly tyto básně publikovány před její smrtí.
Její pohřeb se konal v kostele sv. Pavla v Dedhamu, Massachusetts. Pohřbena je na hřbitově Forest Hills Cemetery & Crematory v Jamaica Plain v Bostonu.

## Styl
Sextonová je považována za moderní modelový příklad zpovědní básnířky díky intimnímu a emocionálnímu obsahu své poezie. Často ve svých dílech psala o svém boji s duševní nemocí. Její poezie obsahovala mnoho témat, která byla tehdy považována za obscénní a odpudivá, zejména pro ženy, aby se o nich veřejně mluvilo. Maxine Kuminová popsala její dílo takto: "Psala otevřeně o menstruaci, potratu, masturbaci, incestu, nevěře a závislosti na drogách v době, kdy tyto věci nepatřily mezi vhodná témata pro poezii."
Kritici její práce z konce 60. let někdy popisují jako "okázalé, líné a povrchní". Někteří kritici považují její závislost na alkoholu za negativní vliv na její pozdní tvorbu, ale jiní ji vidí jako básnířku, jejíž psaní se postupně zdokonalovalo, zejména svým vývojem směřujícím proti "slušnosti" jazyka, politiky, náboženství a sexu.
Její osmá sbírka poezie nese název The Awful Rowing Toward God (Strašlivá cesta k Bohu). Název vznikl po setkání s římskokatolickým knězem, který jí odmítl udělit pomazání nemocných a řekl jí: "Bůh je ve vašem psacím stroji." To jí dalo sílu pokračovat v životě a psaní. The Awful Rowing Toward God a The Death Notebooks (Poznámky o smrti) patří mezi její poslední díla a obě se soustředí na téma smrti.
Sextonová se postupně začala zaměřovat i na témata mimo svůj vlastní život. Jednou z jejích knih je Transformations (1971), což je převyprávění pohádek bratří Grimmů. (Kniha posloužila jako libreto ke stejnojmenné opeře amerického skladatele Conrada Susy z roku 1973.)
Její život, psaní a deprese se často proplétají podobně jako u Sylvie Plath, která spáchala sebevraždu v roce 1963. Robert Lowell, Adrienne Richová a Denise Levertovová komentovali roli kreativity v její smrti v různých nekrolozích. Levertovová uvedla: "My, kteří jsme naživu, vnímáme jasný rozdíl mezi kreativitou a sebedestrukcí, který ona neuměla pochopit."

## Následné kontroverze
Po jednom z mnoha pokusů o sebevraždu a manických či depresivních epizodách pracovala Sextonová s terapeutem Martinem Ornem. Orne diagnostikoval, že trpí tím, co je dnes nazýváno bipolární afektivní poruchou, ale jeho kompetence je zpochybňována kvůli používání údajně nepřijatelných psychoterapeutických metod. Orne při sezeních s ní používal hypnózu a thiopental sodný k obnovení potlačených vzpomínek. Během tohoto procesu údajně využíval sugesce k odkrytí vzpomínek na domnělé zneužívání jejího otcem. Tento incident však byl popřen její matkou a dalšími příbuznými.
Orne poznamenal, že hypnóza u dospělých často neposkytuje přesné vzpomínky z dětství; místo toho „dospělí pod hypnózou neprožívají své rané dětství doslova, ale spíše ho prezentují přes optiku dospělosti.“ Podle Orneho byla Sextonová extrémně sugestibilní a napodobovala symptomy pacientů kolem ní v psychiatrických léčebnách, kam byla umístěna. V biografii Diany Middlebrookové se uvádí, že během hypnózy se u Sextonové objevil oddělený aspekt její osobnosti jménem Elizabeth. Orne tento vývoj nepodporoval, a proto „alternativní osobnost“ brzy zmizela. Nakonec Orne dospěl k závěru, že Sextonová trpěla hysterií.
Během rozhovoru s Middlebrookovou její dcera Linda Gray Sexton uvedla, že ji matka sexuálně zneužívala. V roce 1994 vydala své memoáry Searching for Mercy Street: My Journey Back to My Mother, Anne Sexton, které obsahují její vlastní výpovědi o zneužívání.
Middlebrooková zveřejnila kontroverzní biografii Anne Sextonové se svolením její dcery Lindy, která byla literární vykonavatelkou její pozůstalosti. Pro účely biografie poskytl Orne Dianě Middlebrookové většinu nahrávek, které zachycovaly terapeutická sezení mezi Ornem a Anne Sextonovou. Použití těchto nahrávek vyvolalo, jak to nazval The New York Times, „ohromné odsouzení“. Middlebrooková nahrávky obdržela poté, co již měla napsanou značnou část první verze biografie, a rozhodla se začít znovu. Přestože Linda Gray Sexton s Middlebrookovou na biografii spolupracovala, ostatní členové rodiny Sextonové byli vůči knize kritičtí a publikovali několik editoriálů a názorových článků v The New York Times a The New York Times Book Review.
Kontroverze pokračovala i po posmrtném zveřejnění nahrávek (které podléhaly ochraně důvěrnosti mezi lékařem a pacientem). Říká se, že tyto nahrávky odhalují, její fyzicky násilné chování a obtěžování obou dcer i fyzické konflikty s manželem.
Další kontroverze se týká jejího údajného poměru s terapeutem, který Orna nahradil v 60. letech. Orne považoval tento „vztah“ s druhým terapeutem (Middlebrooková a Linda Sexton mu přiřadily pseudonym „Ollie Zweizung“) za katalyzátor, který nakonec vedl k její sebevraždě. Nicméně vůči druhému terapeutovi neproběhla žádná disciplinární opatření ani postih. 

## Odkaz
Peter Gabriel věnoval Sextonové svou píseň Mercy Street (pojmenovanou podle její hry Mercy Street a inspirovanou její básní „45 Mercy Street“) z alba So z roku 1986. Morrissey, bývalý zpěvák a textař kapely The Smiths, ji označil za svůj „osobní vzor“. Je připomínána na Boston Women's Heritage Trail.

## Dílo

### Poezie
- To Bedlam and Part Way Back (1960)
- All My Pretty Ones (1962)
- Live or Die (1966)
- Love Poems (1969)
- Transformations (1971)
- The Book of Folly (1972)
- The Death Notebooks (1974)
- The Awful Rowing Toward God (1975)
- 45 Mercy Street (1976)
- Words for Dr. Y.: Uncollected Poems (1978)
- The Complete Poems: Anne Sexton (1981)

### Próza
- Anne Sexton: A Self-Portrait in Letters (1977)